# Peter Green (Historiker)
Peter Morris Green (* 22. Dezember 1924 in London; † 16. September 2024) war ein britischer Journalist, Autor und Althistoriker.

## Leben
Green diente im Zweiten Weltkrieg bei der Royal Air Force in Burma. Nach dem Krieg studierte er am Trinity College der Universität Cambridge. In den folgenden Jahren schrieb er verschiedene historische Romane und arbeitete als Journalist. 1963 zog er mit der Familie auf die griechische Insel Lesbos. Dort arbeitete er als Übersetzer (u. a. übersetzte er Ovid; Bob Dylan benutzte seine Textvorlagen), ging jedoch danach nach Athen, wo er in den Jahren 1966 bis 1971 zu Themen der Klassik lehrte; später wandte er sich insbesondere auch der Erforschung des Hellenismus zu. 1982 erhielt er einen Ruf an die University of Texas at Austin, 1986 wurde er an die Tulane University in New Orleans berufen. Bis ins hohe Alter lehrte er als Senior Professor an der University of Iowa in Iowa City und war Gastprofessor an der East Carolina University in Greenville, North Carolina. Er starb im September 2024, nur drei Monate vor seinem 100. Geburtstag.

## Veröffentlichungen (Auswahl)
- The Expanding Eye: A First Journey to the Mediterranean. Adebard-Schman, 1957. scribd.com
- Habeas Corpus And Other Stories. Eight Short Stories, 1954.
- Achilles His Armour. P. Murray, London, 1955.
- unter dem Pseudonym Denis Delaney: Cat in Gloves. Gryphon Books, 1956.
- The Sword of Pleasure, being the Memoirs of the Most Illustrious Lucius Cornelius Sulla. World Pub. Co., Cleveland, USA 1957.
  - deutsch: Der Purpur der Macht: Die Memoiren des hochberühmten Lucius Cornelius Sulla. Goverts, Stuttgart 1960.
- Writers & their Work: Sir Thomas Browne. Longman for the British Council, London 1959.
- Essays in Antiquity. J. Murray, London 1960.
- Writers & their Work: John Skelton. Longman for the British Council, 1960.
- The Laughter of Aphrodite: A Novel about Sappho of Lesbos. 1965
- The Year of Salamis, 480–479 BC, in den USA: Xerxes at Salamis. 1970.
  - mit einer neuen Einführung und neuer Bibliografie aufgelegt als: The Greco-Persian Wars. University of California Press, Berkeley 1996, ISBN 0-520-20313-5.
- Alexander the Great. 1970.
  - zuletzt neu aufgelegt als: Alexander of Macedon, 356–323 BC. A Historical Biography. University of California Press, Berkeley 1991.
  - deutsch: Alexander der Große. Mensch oder Mythos? Ploetz, Würzburg, ISBN 3-87640-060-0.
- The Parthenon. 1973.
  - deutsch: Parthenon. Ebeling, Wiesbaden.
- Ovid: The Erotic Poems. 1982
- Alexander to Actium: The Historical Evolution of the Hellenistic Age. University of California Press, Berkeley, 1990.
- als Übersetzer: The Argonautika: The Story of Jason and the Quest for the Golden Fleece von Apollonios Rhodios. University of California Press, Berkeley, 1997.
- Classical Bearings: Interpreting Ancient History and Culture. University of California Press, Berkeley, 1998.
- The Poems of Exile: Tristia and the Black Sea Letters. 2004.
- The Poems of Catullus. Works English/Latin. University of California Press, Berkeley, 2005, ISBN 0-520-24264-5.
- Alexander The Great and the Hellenistic Age. Phoenix, 2008, ISBN 978-0-7538-2413-9.
- Iliad/Homer: A new Translation by Peter Green. University of California Press, Oakland, Kalifornien, USA 2015, 2015, ISBN 978-0-520-28141-7.